# 米科斯塔鎮區 (密歇根州米科斯塔縣)
米科斯塔鎮區（英語：Mecosta Township）是位於美國密歇根州米科斯塔縣的一個行政鎮區。

## 地方資料
米科斯塔鎮區的面積為93.00平方千米，當中陸地面積為88.10平方千米，而水域面積為4.90平方千米。根據2020年美國人口普查的數據，當地共有人口2744人，而人口密度為每平方千米29.51人。